# هاشم (نام)
این صفحه افرادی با نام هاشم را فهرست می‌کند:
- هاشم جد بزرگ محمد پیامبر اسلام
- سید هاشم بطحایی گلپایگانی
- هاشم قزوینی
- سید هاشم آقاجری
- میرزا هاشم آشتیانی
- هاشم روحانی
- هاشم رضی
- هاشم بیک‌زاده
- هاشم حیدری